# Richterambt Oldenzaal
Het richterambt Oldenzaal was een van de richterambten van het drostambt Twente. Het grondgebied hoorde onder de kerspels Oldenzaal en Losser. De buurschap Beuningen hoorde onder het kerspel Denekamp. Het richterambt grensde in het westen aan het richterambt Borne, in het noorden aan het richterambt Ootmarsum, in het oosten aan het graafschap Bentheim, in het zuidoosten aan het prinsbisdom Münster, in het zuiden aan het richterambt Enschede, en in het zuidwesten aan het richterambt Delden.

## Grondgebied
Het richterambt bestond uit de volgende marken:
- Berghuizen
- Beuningen
- De Lutte, opgesplitst in de buurten Elfterheurne, Hengelerheurne, Molterheurne en Roorderheurne
- Deurningen
- Dulder, opgesplitst in de buurten Noordijk, Saasveld, Weerselo, Westerik, Zoeke
- Gammelke
- Hasselo
- Klein Driene
- Lemselo
- Losser, opgesplitst in dorp en buurschap
- Rossum
- Volthe

In 1811 is het richterambt opgesplitst in de volgende gemeenten:
- Oldenzaal
- Losser
- Weerselo (grotendeels opgegaan in Dinkelland)

## Adellijke huizen

### Havezaten
De volgende havezaten waren aanwezig in het Richterambt Oldenzaal.
- Borgbeuningen in Beuningen
- Everlo in Volthe
- Hoikink in Dulder
- Saterslo in Saasveld (Dulder)